# Nagamachi-Minami (metropolitana di Sendai)
Nagamachi-Minami (長町南駅?, Nagamachi-Minami-eki) è una stazione della metropolitana di Sendai situata nel quartiere di Taihaku-ku a Sendai, in Giappone.

## Linee
■ Linea Namboku

## Struttura
La stazione, sotterranea, è dotata di un marciapiede a isola con due binari passanti protetti da porte di banchina a metà altezza.
| 1 | ■ Linea Namboku | per Tomizawa            |
| 2 | ■ Linea Namboku | per Sendai e Izumi-Chūō |

## Stazioni adiacenti
| «             | Servizio      | »             |
| Linea Namboku | Linea Namboku | Linea Namboku |
| ------------- | ------------- | ------------- |
| Nagamachi     | -             | Tomizawa      |